# Sumuabum
Sumuabum o Sumu-Abum va ser el primer rei de la primera dinastia de Babilònia. Era un amorrita i generalment la seva data de pujada al poder es fixa cap a l'any 1894 aC i devia regnar fins aproximadament el 1880 aC, segons la cronologia mitjana, però podria ser uns anys abans.
Babilim pertanyia llavors a Kazallu, però Sumuabum se'n va apoderar i es va proclamar independent. Com en altres casos va iniciar el seu regnat construint la muralla de Babilònia, que no estava acabada quan va morir. Manana de Kix el va expulsar i es va exiliar a Der. Hauria estat durant el seu regnat quan va fer una expedició a la baixa Mesopotàmia el rei d'Assur Ilushuma (que va regnar possiblement entre el 1945 aC i el 1906 aC) i que també va combatre a Der, Nippur i Ur.
El va succeir Sumulael.